# Catamiarus
Catamiarus is een geslacht van wantsen uit de familie van de Reduviidae (Roofwantsen). Het geslacht werd voor het eerst wetenschappelijk beschreven door Charles Jean-Baptiste Amyot & Jean Guillaume Audinet-Serville in 1843.

## Soorten
Het genus bevat de volgende soorten:

- Catamiarus brevipennis (Serville, 1831)
- Catamiarus championi Miller, 1959
- Catamiarus nyassae (Distant) Distant